# Departamento de Transporte de Oregón
El Departamento de Transporte de Oregón (en inglés: Oregon Department of Transportation, ODOT) es la agencia estatal gubernamental encargada en la construcción y mantenimiento de toda la infraestructura ferroviaria, carreteras estatales; así como sus autopistas federales, locales e interestatales, y transporte aéreo del estado de Oregón. La sede de la agencia se encuentra ubicada en Salem, Oregón y su actual director es Matthew Garrett.